# Jurek Becker
Pour les articles homonymes, voir Becker.
Jurek Becker, né le 30 septembre 1937 à Łódź en Pologne et mort le 14 mars 1997 à Sieseby (Schleswig-Holstein), en Allemagne, est un écrivain et scénariste allemand.

## Biographie
Jurek Becker, fils de juifs polonais, est né à Łódź, en 1937, date officielle, son père ayant falsifié dans le ghetto sa date de naissance. Il a passé son enfance dans le ghetto de Łódź avant d'être déporté le 22 octobre 1944, dans les camps de concentration de Ravensbrück, de Königs Wusterhausen et; avec l'avance de l'Armée rouge, à Sachsenhausen, où il perdit sa mère. Son père, transféré à Königs Wusterhausen pour fabriquer des baraquements pour les victimes des bombardements, retrouva son fils à l'aide d'une organisation américaine, le JOINT. En 1945 il s'établit dans la future Berlin-Est avec son père qui pensait qu'en Allemagne, à la différence de la Pologne, l'antisémitisme serait mieux combattu par les antifascistes, dans la zone d'occupation soviétique. Il apprit l'allemand et obtint son baccalauréat en 1955. Il s'inscrivit au FDJ (Freie Deutsche Jugend), l'organisation des jeunes Allemands libres, et adhéra au Parti socialiste unifié d'Allemagne (Sozialistische Einheitspartei Deutschlands, SED) en 1957. La même année il commença ses études de philosophie à l'université Humboldt de Berlin (alors à Berlin-Est), et en fut exclu pour des motifs politiques en 1960. Il commença alors à étudier à l'école de cinéma à Babelsberg. À partir de 1962 il travailla comme scénariste pour la DEFA (Deutsche Film AG) et la télévision est-allemande. Pendant cette période, il écrivit aussi des nouvelles et des textes pour le cabaret.
Dès 1972 Becker était membre du PEN club d'Allemagne de l'Est et depuis 1973 membre du bureau de l'Union des écrivains. En 1975 il reçut le prix national est-allemand. L'année suivante cependant il fut exclu du SED à cause de ses protestations contre la déclaration de déchéance de la nationalité du chansonnier Wolf Biermann et l'exclusion de l'Union des écrivains de Reiner Kunze. En 1977 il lui fut conseillé de quitter l'Allemagne de l'Est. Il garda la nationalité, et avec un visa qui lui permettait d'aller à l'étranger valable pour deux ans, prolongé par la suite à dix ans, il passa d'abord six mois comme poet in residence au Oberlin College dans l'Ohio (États-Unis), puis un semestre comme professeur invité de l'université de Duisbourg et Essen avant de s'établir à Berlin-Ouest. Ses livres ne furent plus publiés en Allemagne de l'Est.
En 1981 Becker était professeur invité de l'université d'Augsbourg. L'année suivante il était écrivain municipal de Bergen-Enkheim. Il devint membre de l'Académie allemande pour la langue et la littérature de Darmstadt en 1983 et de l'Académie des beaux-arts de Berlin en 1990. En 1989 il donnait des cours de poétique à l'université de Francfort-sur-le-Main. Atteint depuis 1995 d'un cancer, Jurek Becker mourut à Sieseby (Schleswig-Holstein) en 1997.

### Son activité d'écrivain
Jurek Becker est l'auteur de divers scénarios pour la télévision et le cinéma. Il débuta comme romancier en 1969 avec Jakob le menteur (Jakob der Lügner), d'abord un scénario, qui fut publié l'année suivante en RDA et en Allemagne de l'Ouest. Le roman décrit avec grande sensibilité l'histoire de Jakob Heym. Enfermé dans un ghetto juif pendant la Seconde Guerre mondiale, Jakob fait semblant de posséder une radio et avec des nouvelles inventées sur la libération imminente par les Soviétiques, il éveille l'espoir de ses compagnons d'infortune.
Le roman eut un grand succès aussi en dehors de l'Allemagne de l'Est. En 1971 Becker reçut le prix littéraire Heinrich-Mann-Preis en l'Allemagne de l'Est et en Suisse le prix Charles Veillon. Becker écrivit aussi le scénario de l'adaptation cinématographique de 1974, primée avec l'Ours d'Argent au festival de Berlin, un film de la DEFA, de Frank Beyer, avec Vlastimil Brodsky et Erwin Geschonneck.
En 1973 il publia le roman Histoire de Gregor Bienek (Irreführung der Behörden), pour lequel il reçut le prix littéraire de la ville de Brême. Le roman narre la vie d'un jeune écrivain dans l'Allemagne de l'Est.
Le roman Der Boxer, publié en 1976, évoque la vie difficile d'un homme, un survivant des camps de concentration, vers une nouvelle existence. En 1978 Becker publia un autre roman intitulé Schlaflose Tage. Des deux romans furent tirés des films pour la télévision ouest-allemande.
En 1983 Becker publia le roman Aller Welt Freund, suivi par Bronsteins Kinder en 1986 qui constitue une trilogie avec Jakob le menteur et Der Boxer. La même année il commença à écrire les scénarios pour la série de films télévisés Liebling Kreuzberg, pour laquelle le prix Adolf Grimme-Preis lui fut décerné, ainsi qu'à l'interprète principal, Manfred Krug, et au réalisateur, Werner Masten.
Dans les années suivantes, Becker écrivit le scénario pour le film Neuner, primé avec le Filmband in Gold, le roman Amanda herzlos (1992), qui raconte la vie quotidienne en Allemagne de l'Est, et le scénario du film télévisé satirique Wir sind auch nur ein Volk. En 1996 il publia une compilation de ses essais et conférences entre les années 1971 et 1995 intitulée Ende des Größenwahns.

## Œuvre

### Prose
- Jakob der Lügner, roman, 1969,  (ISBN 3-518-37274-2), Jakob le menteur, EFR, 1975, Grasset, 1988, Les cahiers rouges, Grasset, 1997
- (de) Irreführung der Behörden : Roman, Francfort-sur-le-Main, Suhrkamp, 1981, 249 p. (ISBN 3-518-36771-4)
- (de) Der Boxer : Roman, Francfort-sur-le-Main, Suhrkamp, 1979 (ISBN 3-518-37026-X)
- (de) Schlaflose Tage : Roman, Francfort-sur-le-Main, Suhrkamp, 1980, 156 p. (ISBN 3-518-37126-6)
- (de) Nach der ersten Zukunft : Erzählungen, Francfort-sur-le-Main, Suhrkamp, 1980, 271 p. (ISBN 3-518-02110-9)
- (de) Aller Welt Freund : Roman, Francfort-sur-le-Main, Suhrkamp Verlag, 1982, 185 p. (ISBN 3-518-02120-6)
- (de) Bronsteins Kinder : Roman, Francfort-sur-le-Main, Suhrkamp, 1986, 302 p. (ISBN 3-518-02577-5)
- (de) Warnung vor dem Schriftsteller : drei Vorlesungen in Frankfurt, Francfort-sur-le-Main, Suhrkamp, 1990, 90 p. (ISBN 3-518-11601-0)
- (de) Amanda herzlos : Roman, Francfort-sur-le-Main, Suhrkamp, 1992, 383 p. (ISBN 3-518-40474-1)
- (de) Ende des Grössenwahns : Aufsätze, Vorträge, Francfort-sur-le-Main, Suhrkamp, 1996, 246 p. (ISBN 3-518-40757-0)
- (de) Ihr Unvergleichlichen" : Briefe, Francfort-sur-le-Main, Suhrkamp, 2004, 441 p. (ISBN 3-518-41643-X)
- (de) Lieber Johnny : Jurek Beckers Postkarten an seinen Sohn Jonathan, Munich, Ullstein, 2004, 173 p. (ISBN 3-550-07600-2)
- (de) Mein Vater, die Deutschen und ich : Aufsätze, Vorträge, Interviews, Francfort-sur-le-Main, Suhrkamp, 2007, 325 p. (ISBN 978-3-518-41946-5)

### Scénarios
- Meine Stunde Null, scénario, 1970
- Jakob der Lügner, scénario, 1974
- Das Versteck, scénario, 1977
- Liebling Kreuzberg, scénario pour la série  TV, 1985-1996
- Neuner, scénario, 1990
- Wir sind auch nur ein Volk, scénario pour la série télévisée, 1994
- Wenn alle Deutschen schlafen, scénario d'après un récit, Die Mauer, extrait de Nach der ersten Zukunft, 1995